# Мо-Кавиль
Мо-Кавиль — правитель Канульского царства со столицей в Калакмуле.

## Биография
Мо-Кавиль является преемником Вамав-Кавиля.
В честь окончания катуна 9.15.10.0.0, 3 Ajaw 3 Mol (30 июня 741 года) он установил 5 стел (25, 26, 27, 59 и 60). Но имя царя на стелах не сохранилось, поэтому возможно стелы установил Вамав-Кавиль, возможный отец Мо-Кавиля. На стеле 59 вместо традиционного канульского «эмблемного иероглифа» стоит иероглиф головы летучей мыши. Симон Мартин предположил, что вместо Змеиной династии (до этого правившей в Кануле) стала править династия Летучей мыши.
Его преемником стал Яш-Чит-Нах-Кан.